# Beaumes-de-Venise
Beaumes-de-Venise este o comună în departamentul Vaucluse din sud-estul Franței. În 2009 avea o populație de 2.283 de locuitori.

## Evoluția populației
| An        | 1975  | 1982  | 1990  | 1999  | 2006  | 2009  |
| --------- | ----- | ----- | ----- | ----- | ----- | ----- |
| Populație | 1.631 | 1.721 | 1.784 | 2.051 | 2.185 | 2.283 |